# Дражен Микулић
Дражен Микулић (Дриновци, 11. јун 1964) је хрватски позоришни, телевизијски и филмски глумац.

## Филмографија
| Год.       | Назив            | Улога        |
| ---------- | ---------------- | ------------ |
| 2000.-те   |                  |              |
| 2001.      | Полицијске приче |              |
| 2003.      | Ту               | Дилер        |
| 2004—2006. | Забрањена љубав  | Јосип Лончар |
| 2006.      | Бибин свет       | Вербер       |
| 2010.-те   |                  |              |
| 2010.      | Најбоље године   | Давор Колић  |